# Інтерактивні медіа
Інтерактивні медіа зазвичай стосуються продуктів і послуг на цифрових комп'ютерних системах, які реагують на дії користувача, представляючи контент, такий як текст, рухоме зображення, анімацію, відео, аудіо та відеоігри .

## Визначення
Інтерактивні медіа - (з англ. interactive - взаємодія) - медіа з передбаченою можливістю для прямого зворотнього зв'язку, діалогу з аудиторією. Реалізуються за допомогою телефонного, відео, супутникового та інтернет-зв'язку, комп'ютерних та відеоігор.  [Архівовано 13 жовтня 2018 у Wayback Machine.] Інтерактивні медіа працюють із участю користувача. В даному випадку медіа як і раніше має ту ж мету, але введення користувача додає взаємодії і приносить цікаві можливості в систему для кращого задоволення від користування .

## Розвиток
Аналоговий відеодиск, розроблений NV Philips, був новаторською технологією для інтерактивних медіа. Крім того, існує кілька елементів, які заохочували розробку інтерактивних медіа, включаючи наступне:
- Технологія лазерних дисків була вперше винайдена в 1958 році. Це дозволило користувачеві отримати доступ до високоякісних аналогових зображень на екрані комп'ютера. Це підвищило здатність інтерактивних відеосистем.
- Поняття графічного користувальницького інтерфейсу (GUI), яке було розроблено в 1970-х роках, полягало в основному у візуальних метафорах, інтуїтивному відчуттю та обміну інформацією на віртуальному столі. Додаткова потужність - це єдине, що потрібно для переміщення в мультимедіа.
- Різке зниження витрат на апаратне забезпечення та безпрецедентне зростання швидкості та пам'яті комп'ютера перетворили персональний комп'ютер на доступну машину, здатну поєднувати аудіо та кольорові відеозаписи в передових напрямах.
- Ще одним елементом є випуск Windows 3.0 в 1990 році корпорацією Майкрософт. Це прискорило прийняття графічного інтерфейсу як стандартного механізму спілкування з малими комп'ютерними системами.
- Розвиток компанією NV Philips оптичних цифрових технологій, побудованих на компакт-диску (CD) в 1979 році, є ще одним провідним елементом інтерактивного розвитку мультимедіа, оскільки воно порушувало проблему розробки інтерактивних медіа [3].

Всі попередні елементи сприяли розробці основних апаратних та програмних систем, що використовуються в інтерактивних медіа.

## Термінологія
Інтерактивні засоби масової інформації пов'язані з концепцією дизайну взаємодії, нових медіа, інтерактивності, взаємодії людини з комп'ютером, кіберкультурою, цифровою культурою, інтерактивним дизайном та включає розширену реальність.
Важливою особливістю інтерактивності є те, що воно взаємне: що користувач, що машина активно взаємодіють між собою. Більшість інтерактивних обчислювальних систем існують для деяких людських цілей і взаємодіють з людьми в людських контекстах . Манович скаржиться, що "стосовно комп'ютерних ЗМІ поняття інтерактивності є тавтологією. Тому називати комп'ютерні медіа "інтерактивними" безглуздо - це просто лише висвітлює нійосновногіший факт про комп'ютери" .
Інтерактивні засоби масової інформації є прикладом обчислювального методу, який виробився під впливом наук про кібернетику, автопоезії та системних теоріях, а також складних понять розуму та пізнання, сприйняття та пам'яті, емоцій та прихильності.
Будь-яка форма інтерфейсу між кінцевим користувачем / аудиторією та середовищем може вважатися інтерактивною. Інтерактивні медіа не обмежуються лише електронними засобами масової інформації або цифровими носіями. Настільні ігри, ігрові книги, фліп-книги та колеса сузір'я  є прикладами інтерактивних засобів масової інформації. Книги з простим змістом або індексом можуть вважатися інтерактивними через нелінійний механізм управління в середовищі, але вони зазвичай вважаються неінтерактивними, оскільки більшість досвіду користувача є неінтерактивним читанням .

## Переваги

### Вплив на навчання
Інтерактивні медіа корисні в чотирьох аспектах розвитку, в яких діти вчать: соціальний та емоційний аспект, розвиток мови, пізнавальні та загальні знання та підходи до навчання. Використання комп'ютерів та навчального комп'ютерного програмного забезпечення в навчальному середовищі допомагає дітям підвищувати комунікативні навички та їхнє ставлення до навчання. Діти, які використовують освітні комп'ютерні програми часто зустрічаються з використанням більш складних моделей мови та вищі рівні мовного спілкування. Дослідження показали, що основні інтерактивні книги, які просто читають розповідь вголос, і виділяють слова та фрази, які вони говорили, були корисними для дітей з більш низькими здібностями читання. Діти зазвичай навчаються за допомогою різних способів, але інтерактивні засоби масової інформації допомагають дітям з візуальними, вербальними, слуховим і тактильними способами навчання . 

### Інтуїтивне розуміння
Інтерактивні медіа роблять технології більш інтуїтивними у використанні. Інтерактивні продукти, такі як смартфони, iPad / iPod, інтерактивні дошки та вебсайти, прості у використанні. Просте використання цих продуктів стимулює споживачів експериментувати з їх продуктами, а не читати інструкції по експлуатації .

### Відносини
Інтерактивні засоби масової інформації сприяють діалогічному спілкуванню. Ця форма зв'язку дозволяє відправникам та одержувачам створювати довготривалу довіру та співпрацю. Це відіграє важливу роль у побудові відносин. Організації також використовують інтерактивні засоби масової інформації, щоб піти далі, ніж базовий маркетинг та розвивати більш позитивні поведінкові відносини .

## Вплив на сім'ї
Впровадження інтерактивних засобів масової інформації значною мірою вплинуло на життя та внутрішню роботу сімей, причому багато сімейних заходів, в яких інтегровані технології, проходять досить легко, дозволяючи як дітям, так і батькам адаптуватися до них, як вони вважають за потрібне. Однак батьки також стають дедалі більше стурбовані впливом, який цей процес матиме на їхнє сімейне життя. Це не обов'язково тому, що вони протистоять технологіям, але тому, що вони бояться, що це зменшить час, який вони можуть витратити зі своїми дітьми. Дослідження показали, що, хоча інтерактивні засоби масової інформації здатні об'єднувати сім'ї, коли вони фізично не здатні, залежність від цих засобів масової інформації також продовжує існувати, навіть коли є можливості провести час у колі сім'ї, що часто призводить до того, що дорослі вірять, що це більше відволікає дітей ніж вони того хотіли б .

## Типи

### Розподілені інтерактивні медіа
Засоби масової інформації, які дозволяють кільком географічно віддаленим користувачам синхронно взаємодіяти з медіа-додатком / системою, відомі як Розподілені інтерактивні медіа. Деякими загальними прикладами такого типу ЗМІ є онлайн-ігри, розподілене віртуальне середовище, дошки, які використовуються для інтерактивних конференцій та багато іншого 

## Приклади
Пара основних прикладів інтерактивних медіа - відеоігри та вебсайти. Вебсайти, особливо вебсайти соціальних мереж, забезпечують інтерактивне використання текстів та графіки своїм користувачам, які взаємодіють між собою різними способами, наприклад, спілкуватися в чаті, грати в онлайн-ігри, обмінюватися публікаціями, які можуть містити їхні думки та / або малюнки тощо. Відеоігри також є одним з найпоширеніших прикладів Інтерактивного медіа, оскільки гравці використовують джойстик / контролер для інтерактивного реагування на дії та зміни, що відбуваються на ігровому екрані, створеному програмою гри, яка, в свою чергу, реагує на відповідь гравців через джойстик / контролер .

## Технології та реалізація
Інтерактивні медіа можуть бути реалізовані за допомогою різних платформ та програм, що використовують технологію. Деякі приклади включають мобільні платформи, такі як смартфони та планшети із сенсорним екраном, а також інші інтерактивні носії, створені виключно для вирішення унікальної проблеми або набору проблем. Інтерактивні медіа не обмежуються професійним середовищем, їх можна використовувати для будь-якої технології, яка реагує на дії користувача. Це може використовуватися в JavaScript та AJAX на вебсторінках, також може використовуватися в мовах програмування або технологіях, що мають подібну функціональність. 
Одна з найостанніших інновацій у використанні інтерактивності, який вирішує проблему, що люди мають на щоденній основі  є «Фотон Душ» Delta Airlines . Цей пристрій було розроблено у співпраці між компаніями Delta Airlines та професором Расселом Фостером з Кембриджського університету. Пристрій призначений для зменшення ефекту відставання струму на клієнтів, які часто проводять тривалі польоти через часові пояси. Інтерактивність очевидна через те, як вона вирішує цю проблему . Спостерігаючи за тим, які часові пояси людина перетнула і зв'язавши їх з основними відомими циклами сну людини, машина здатна передбачити, коли тіло людини чекає світла, і коли воно чекає темряви. Потім пристрій створює карту з інструкціями для кожної людини індивідуально, в якій повідомляється про те, коли їх тіло очікує денного світла або темряви. Зростання інтерактивних медіа продовжує розвиватися сьогодні, з появою більш потужних машин межа того, що може бути введено і зманіпульовано на дисплеї в реальному часі стають практично невидимою .